# Ferdinandusa cordata
Ferdinandusa cordata är en måreväxtart som beskrevs av Adolpho Ducke. Ferdinandusa cordata ingår i släktet Ferdinandusa och familjen måreväxter. Inga underarter finns listade i Catalogue of Life.